# Парламентские выборы в Израиле (1981)
Парламентские выборы в Израиле 1981 года состоялись 30 июня и стали десятыми в истории Израиля. На них были избраны 120 членов Десятого Кнессета. Явка избирателей составила 78,5 %. Правящий правоцентристский блок Ликуд во главе с действующим премьер-министром Менахемом Бегином получил примерно на десять тысяч голосов и на одно место больше, чем оппозиционный левоцентристский блок Маарах, что соответствовало многочисленным опросам, предсказывавшим напряжённую борьбу. Выборы 1981 года подчеркнули поляризацию в стране.

## Избирательная система
120 депутатов Кнессета избирались по системе пропорционального представительства с закрытыми списками, а места распределялись по системе д’Ондта. Это, а также низкий заградительный барьер создали условия, при которых ни одна партия или блок не могут получить абсолютного большинства в парламенте, вынуждая победителя выборов формировать многопартийные правительственные коалиции.

## Предыстория
Перед выборами правительство Менахема Бегина столкнулось с нестабильностью из-за внутренних конфликтов между партнёрами по коалиции и международного давления, а также проблем с коррупцией и неспособностью принять законы. Недовольство правительством росло, по опросам 40 % израилитян согласились с необходимостью изменений политической системы и с тем, что «сильное правительство лидеров, независимых от партий, должно взять ситуацию под свой контроль».
Израильский политолог Ашер Ариан объясняет рост популярности Ликуда с его низшей точки за шесть месяцев до парламентских выборов 1981 года пятью основными факторами: действующее правительство, кандидаты, имидж, кампании, насилие и этническая принадлежность. Ликуд, будучи правящей партией, смог использовать своё преимущество, связанное с нахождением у власти, для повышения популярности посредством реализации ряда политических решений. Партия внедрила налоговые программы, которые снизили цены для потребителей, субсидировала нефтепродукты по более высоким ставкам, чем когда-либо прежде, и проводила внешнюю политику, которая заставляла Маарах казаться непатриотичным, если он выступал против этих мер.
Менахем Бегин, лидер Ликуда, сыграл важную роль в росте популярности партии. 41 % взрослых израильтян высказались за назначение Бегина премьер-министром, а 49 % заявили, что Бегин лучше справится с проблемами страны. Маарах, который не стал включать Ицхака Рабина в список потенциальных назначениях на важные министерские должности, произвёл на многих избирателей впечатление группы политиков, жаждущих власти, с неприязнью между лидерами Шимоном Пересом и Рабином.
Общественное восприятие партий стало решающим фактором на выборах; на протяжении всей кампании Маарах воспринимался и изображался как партия истеблишмента, которую 48 % опрошенных граждан Израиля считали более старомодной, несмотря на её оппозицию правительству в течение четырёх лет до этого. Маарах также считался многими эгоистичным, а не заинтересованным в благе народа, и коррумпированным. Ликуд, в свою очередь, воспринимался избирателями как немного более сильный (50 % по сравнению с 44 % у Маараха), более честный (57 %) и более озабоченный судьбой граждан, чем его левые оппноненты (45 %). Кроме того, Ликуд, созданный относительно недавно по сравнению с партиями-основателями Маараха и не отягощённый десятилетиями нахождения у власти, смог воспользоваться имиджем новизны и невинности.
Выборы 1981 года также ознаменовались ростом использования этнических идей в политическом дискурсе. Хотя и Ликуд, и Маарах возглавляли политики-ашкеназы, именно Маарах считался партией евреев-ашкеназов, в то время как евреи-сефарды предпочитали Ликуд. Вероятность того, что сефарды проголосуют за Ликуд, а ашкеназы — за «Союз», на выборах 1981 года была выше, чем когда-либо прежде. Несмотря на это, Ликуд смог привлечь значительное число избирателей-ашкеназов, сохраняя при этом свою популярность среди сефардов; в то время как Маарах воспринимался ещё менее сефардским, чем в предыдущие годы.
Этнический аспект был ключевой темой в знаменитой речи Бегина, произнесённой им 27 июня 1981 на площади Малки Исраэль в Тель-Авиве в присутствии 100 000 человек. Он восхвалял героев борьбы за создание Государства Израиля, указывая их этническую принадлежность и подытожив: «Мы все евреи. Мы все братья».
Полиция перед днём выборов отметила, что «в Израиле ещё не было такой жестокой избирательной кампании, как нынешняя». Причиной насилия могло стать то, что это были первые выборы, на которых общественность поверила, что обе стороны имеют шансы на победу, что вызвало беспорядки и волнения.

## Результаты
Электоральный барьер — 19 373 голоса (1 %). Голоса на мандат — 15 312 голосов.
|                                                                                 |                                                  |                                   |           |        |         |       |       |  |
| Партия                                                                          | Партия                                           | Лидер                             | Голоса    | Голоса | Голоса  | Места | Места |  |
| Партия                                                                          | Партия                                           | Лидер                             | Голоса    | %      | ± п. п. | Места | ±     |  |
|                                                                                 | Ликуд                                            | Менахем Бегин                     | 718 941   | 37,11  | ▲ 3,91  | 48    | ▲ 3   |  |
|                                                                                 | Маарах                                           | Шимон Перес                       | 708 536   | 36,57  | ▲ 11,97 | 47    | ▲ 15  |  |
|                                                                                 | Национальная религиозная партия (НРП)            | Йосеф Бург                        | 95 232    | 4,92   | ▼ 4,28  | 6     | ▼ 6   |  |
|                                                                                 | Агудат Исраэль                                   | Авраам Йосеф Шапира               | 72 312    | 3,73   | ▲ 0,37  | 4     | ▬     |  |
|                                                                                 | Демократический фронт за мир и равенство (Хадаш) | Меир Вильнер                      | 64 918    | 3,35   | ▼ 1,23  | 4     | ▼ 1   |  |
|                                                                                 | Тхия                                             | Юваль Неэман                      | 44 700    | 2,31   | новая   | 3     | ▲ 3   |  |
|                                                                                 | Движение за традиции Израиля (Тами)              | Аарон Абухацира                   | 44 466    | 2,30   | новая   | 3     | ▲ 3   |  |
|                                                                                 | Телем                                            | Моше Даян                         | 30 600    | 1,58   | новая   | 2     | ▲ 2   |  |
|                                                                                 | Шинуй                                            | Амнон Рубинштейн                  | 29 837    | 1,54   | новая   | 2     | ▼ 5   |  |
|                                                                                 | Движение за права гражданина и мир (РАЦ)         | Шуламит Алони                     | 27 921    | 1,44   | ▲ 0,26  | 1     | ▬     |  |
|                                                                                 | Поалей Агудат Исраэль                            |                                   | 17 090    | 0,88   | ▼ 0,47  | 0     | ▼ 1   |  |
|                                                                                 | Партия независимых либералов                     | Ицхак Арци                        | 11 764    | 0,61   | ▼ 0,56  | 0     | ▼ 1   |  |
|                                                                                 | Объединённый арабский список                     |                                   | 11 590    | 0,60   | ▼ 0,78  | 0     | ▼ 1   |  |
|                                                                                 | Развитие и мир                                   | Шмуэль Флатто-Шарон               | 10 823    | 0,56   | ▼ 1,45  | 1     | ▼ 1   |  |
|                                                                                 | Левый лагерь Израиля                             |                                   | 8 691     | 0,45   | ▼ 1,11  | 0     | ▼ 2   |  |
|                                                                                 | Список арабского братства                        | Ханех Хадад                       | 8 304     | 0,43   | новая   | 0     | ▬     |  |
|                                                                                 | Список за алию                                   |                                   | 6 992     | 0,36   | новая   | 0     | ▬     |  |
|                                                                                 | Движение «Ках»                                   | Меир Кахане                       | 5 128     | 0,26   | ▲ 0,01  | 0     | ▬     |  |
|                                                                                 | Единый Израиль                                   | Ицхак Ицхаки                      | 3 726     | 0,19   | новая   | 0     | ▬     |  |
|                                                                                 | Арабский гражданский список                      |                                   | 2 596     | 0,13   | новая   | 0     | ▬     |  |
|                                                                                 | Список пенсионеров                               |                                   | 2 404     | 0,12   | новая   | 0     | ▬     |  |
|                                                                                 | Партия единства                                  | Саадья Марциано                   | 1 293     | 0,07   | новая   | 0     | ▬     |  |
|                                                                                 | Яад                                              | Асаф Ягури                        | 1 228     | 0,07   | новая   | 0     | ▬     |  |
|                                                                                 | Оцма                                             |                                   | 839       | 0,04   | новая   | 0     | ▬     |  |
|                                                                                 | Движение Тент                                    |                                   | 545       | 0,03   | новая   | 0     | ▬     |  |
|                                                                                 | Отменить подоходный налог                        |                                   | 503       | 0,03   | новая   | 0     | ▬     |  |
|                                                                                 | Ахдут                                            | Виктор Таяр                       | 460       | 0,02   | новая   | 0     | ▬     |  |
|                                                                                 | Движение молодёжи                                |                                   | 412       | 0,02   | новая   | 0     | ▬     |  |
|                                                                                 | Совет по спасению Родины                         |                                   | 405       | 0,02   | новая   | 0     | ▬     |  |
|                                                                                 | Движение «Инициатива–Независимые»                |                                   | 400       | 0,02   | новая   | 0     | ▬     |  |
|                                                                                 | Независимые                                      |                                   | 4 710     | 0,24   | н/д     | 0     | ▬     |  |
|                                                                                 |                                                  |                                   |           |        |         |       |       |  |
|                                                                                 | Действительные голоса                            | Действительные голоса             | 1 937 366 | 99,12  | ▲ 0,47  |       |       |  |
|                                                                                 | Недействительные голоса                          | Недействительные голоса           | 17 243    | 0,88   | ▼ 0,47  |       |       |  |
|                                                                                 | Всего                                            | Всего                             | 1 954 609 | 100    |         | 120   | ▬     |  |
|                                                                                 | Избирателей зарегистрировано/Явка                | Избирателей зарегистрировано/Явка | 2 490 014 | 78,50  | ▼ 0,73  |       |       |  |
| Источник: Официальный сайт Кнессета, Israel Democracy Institute и Nohlen et al. |                                                  |                                   |           |        |         |       |       |  |

## После выборов
Спикером Кнессета стал депутат от блока Ликуд Менахем Савидор.
В августе 1981 года Менахим Бегин из партии Ликуд") сформировал девятнадцатое правительство, включив в него Национальную религиозную партию, Агудат Исраэль, Движение за традиции Израиля и партию Тхия. В октябре 1983 года, после того, как Бегин ушёл в отставку по состоянию здоровья, Ицхак Шамир сформировал двадцатое правительство с теми же коалиционными партиями.
Во время работы Кнессета два депутата перешли из «Ликуда» в Маарах. Хаим Друкман покинул Национальную религиозную партию и в дальнейшем заседал как независимый депутат, в то время как два других депутата покинули Национальную религиозную партию и основали партию «Гешер» — Сионистский религиозный центр, прежде чем вернуться две недели спустя. «Телем» раскололась на Омец  и Движение за обновление социального сионизма, в то время как партия РАЦ присоединилась к Маараху, но затем снова откололась.